# Ambasada RP w Abudży
Ambasada Rzeczypospolitej Polskiej w Abudży (ang. Embassy of the Republic of Poland in Abuja) – polska misja dyplomatyczna w stolicy Federalnej Republiki Nigerii.
Misja ambasadora RP w Abudży oprócz Federalnej Republiki Nigerii obejmuje: Republikę Beninu, Republikę Ghany, Republikę Gwinei Równikowej, Republikę Kamerunu, Republikę Liberii, Republikę Sierra Leone i Republikę Togijską.

## Struktura
W skład placówki wchodzą:
- Referat Polityczno-Ekonomiczny
- Referat Konsularny
- Referat ds. Administracyjno-Finansowych

## Historia
Polska nawiązała stosunki dyplomatyczne z Nigerią 30 maja 1962. Ambasadę PRL w Lagos, ówczesnej stolicy Nigerii, otwarto w 1963. W 2002 została ona przeniesiona do Abudży. Do 2008 funkcjonował Konsulat Generalny RP w Lagos.

### Ghana
Polska nawiązała stosunki dyplomatyczne z Ghaną 31 grudnia 1959. Ambasadę PRL w Akrze otwarto w 1961. Od 1970 podlegała ona ministrowi właściwemu ds. współpracy gospodarczej z zagranicą. Zaprzestała ona działalności 30 września 1993, a jej kompetencje przekazano Ambasadzie RP w Abudży.

## Konsulaty honorowe
Na terenie będącym w kompetencji Ambasady RP w Abudży znajdują się następujące konsulaty RP:
- Konsulat Honorowy RP w Kotonu ( Benin)
- Konsulat Honorowy RP w Akrze ( Ghana)
- Konsulat Honorowy RP w Jaunde ( Kamerun)